# Florian Cajori
Florian Cajori (Scharans, 28 de febrero de 1859-Berkeley, 15 de agosto de 1930), fue uno de los más célebres historiadores de las matemáticas en su día.

## Biografía
Florian Cajori emigró desde Suiza a los Estados Unidos cuando tenía dieciséis años. Recibió sus títulos de licenciado y magíster en la Universidad de Wisconsin. Enseñó durante algunos años en la Universidad de Tulane, antes de ejercer como profesor de matemáticas aplicadas en ese lugar en 1887. Después se trasladó al norte debido a una tuberculosis, fundando posteriormente la Colorado College Scientific Society  y dedicándose a la docencia en la Universidad de Colorado. En ese lugar desempeñó en distintas épocas la cátedra de física, la cátedra de matemáticas, y el decanato del departamento de ingeniería. Mientras estaba en Colorado, recibió su doctorado desde Tulane en 1894.
El libro de Cajori A History of Mathematics —1894— fue la primera presentación popular de la historia de las matemáticas en los Estados Unidos. Basándose en su reputación en la historia de las matemáticas —aún en nuestros días su 1928–29 History of Mathematical Notations es descrito como «sin igual»—, fue elegido para la fundación de la primera cátedra de historia de las matemáticas —creada especialmente para él—, en la Universidad de California en Berkeley. Permaneció en Berkeley, California hasta su muerte en 1930.
Cajori no realizó ninguna investigación original matemática que no tuviera relación con la historia de las matemáticas. Además de sus numerosos libros, contribuyó con populares y altamente reconocidos artículos históricos en el American Mathematical Monthly. Su último trabajo fue una revisión de la traducción que realizó Andrew Motte en 1729 de la famosa obra de Isaac Newton «Principios matemáticos de la filosofía natural», vol. 1, El movimiento de los cuerpos, pero no alcanzó a terminarlo. El trabajo lo terminó R. T. Crawford de Berkeley, California.

## Sociedades y honores
- (1917-1918) Presidente de la MAA
- (1923) Vicepresidente de la Asociación Estadounidense para el Avance de la Ciencia
- (1924-1925) Vicepresidente de la HSS
- (1929-1930) Vicepresidente del Comité International d'Histoire des Sciences
- El Cráter Cajori de la Luna fue bautizado en su honor.[6]

## Libros publicados en dominio público
- A History of the Conceptions of Limits and Fluxions in Great Britain, from Newton to Woodhouse Open Court Publishing Company, 1919
- A History of Elementary Mathematics Macmillan, 1898
- On the History of Gunter's Scale and the Slide Rule during the Seventeenth Century Vol. 1, University of California press, 1920
- A History of the Logarithmic Slide Rule and Allied Instruments The Engineering News Publishing Company, 1909
- A History of Mathematics Macmillan & Company, 1893
- A History of Physics in its Elementary Branches: Including the Evolution of Physical Laboratories, The Macmillan Company, 1917
- The Teaching and History of Mathematics in the United States U.S. Government Printing Office, 1890
- William Oughtred: a Great Seventeenth-century Teacher of Mathematics The Open Court Publishing Company, 1916